# Allan McLean (homme politique, Haut-Canada)
Pour les articles homonymes, voir Allan McLean et McLean.
Allan McLean (1752-8 octobre 1847) est un homme politique du Haut-Canada.

## Biographie
McLean sert comme lieutenant de l'Armée britannique dans les Treize colonies et sert durant la révolution américaine. Après le conflit, il s'établit à Kingston et sert comme lieutenant-colonel dans la milice locale durant la guerre anglo-américaine de 1812. 
Après avoir servi comme greffier dans les comtés de Frontenac, Lennox et Addington, Prince Edward et Hastings, il est le premier avocat autorisé à pratiquer le droit à Kingston. Élu à l'Assemblée législative du Haut-Canada en mai 1804. De 1805 à 1824, il représente la circonscription de Frontenac dans le 4e au 8e Parlement du Haut-Canada.